# Бернард, Карлос
Ка́рлос Бе́рнард (англ. Carlos Bernard; род. 12 октября 1962, Эванстон, Иллинойс) — американский актёр кино и телевидения, изредка выступает как режиссёр. Наиболее известен зрителю исполнением роли системного аналитика Тони Алмейды в сериале «24 часа», его приквелах и сиквелах.

В связи с характерной внешностью и свободным владением испанским языком, амплуа актёра — испанцы и латиноамериканцы.

## Биография
Карлос Бернард Папьерски родился 12 октября 1962 года в городе Эванстон (Иллинойс), США. Отец — поляк, мать — испанка, у Карлоса есть два старших брата. Вскоре после рождения Карлоса семья переехала в Чикаго. Юноша окончил старшую школу Нью-Трир, а высшее образование получил в Университете штата Иллинойс. После этого он переехал в Сан-Франциско (Калифорния), где поступил на службу в театральную компанию American Conservatory Theater. В 1996 году Бернард впервые появился на телеэкранах (один эпизод сериала «Иллюзия убийства»), а в следующем году состоялся дебют актёра на широком экране в фильме «Смертельное оскорбление».
Помимо английского, Бернард свободно владеет испанским, русским и немецким языками.

### Личная жизнь
В 1999 году Бернард женился на актрисе кино и телевидения Шарисс Бейкер. Брак продолжался 11 лет, в августе 2003 года у пары родилась дочь Натали. После развода актриса осталась с двойной фамилией Бейкер-Бернард.

30 декабря 2013 года 51-летний актёр вступил во второй брак, его избранницей стала актриса кино и телевидения Тесси Сантьяго. Тесси моложе своего мужа на 13 лет.

## Награды и номинации
- 2003 — Премия Гильдии киноактёров США в категории «Лучший актёрский состав в драматическом сериале» за роль в сериале «24 часа» — номинация.
- 2005 — Премия Гильдии киноактёров США в категории «Лучший актёрский состав в драматическом сериале» за роль в сериале «24 часа» — номинация.
- 2005 — Imagen[англ.] в категории «Лучший актёр второго плана — Телевидение» за роль в сериале «24 часа» — номинация.
- 2006 — Imagen в категории «Лучший актёр второго плана — Телевидение» за роль в сериале «24 часа» — номинация.
- 2009 — Imagen в категории «Лучший актёр второго плана — Телевидение» за роль в сериале «24 часа» — номинация.
- 2009 — ALMA в категории «Актёр телевидения — Драма» за роль в сериале «24 часа» — номинация.

## Избранная фильмография
С 1996 года по настоящее время Карлос Бернард сыграл роли или озвучил персонажей в 40 фильмах (в том числе в пяти короткометражных), сериалах и компьютерных играх. Кроме того, с 2012 года по настоящее время он выступил режиссёром одного короткометражного фильма и нескольких эпизодов десяти сериалов.
Актёр на широком экране
- 2001 — Вегас, город мечты[англ.] / Vegas, City of Dreams — Чико Эсковедо
- 2008 — Охотники на пришельцев[англ.] / Alien Raiders — Аарон Риттер
- 2010 — Замаскированный ангел[англ.] / Angel Camouflaged — Джуд Стивенс

Актёр телевидения
- 1996 — Иллюзия убийства[англ.] / F/X: The Series — Роберто Вега (в 1 эпизоде)
- 1997 — Любовь и тайны Сансет Бич / Sunset Beach — Ордерли (в 4 эпизодах)
- 1997 — Шёлковые сети[англ.] / Silk Stalkings — Блейк Бэбкок (в 1 эпизоде)
- 1997 — Найтмэн / Night Man — приспешник Паркера (в 1 эпизоде)
- 1998 — Люди в белом[англ.] / Men in White — Чужой
- 1999 — Молодые и дерзкие / The Young and the Restless — Рафаэль Дедьгадо (в 18 эпизодах)
- 1999 — Вавилон-5: Призыв к оружию / Babylon 5: A Call to Arms — коммуникации
- 2001 — Крутой Уокер: Правосудие по-техасски / Walker, Texas Ranger — Рауль «Череп» Идальго (в 1 эпизоде)
- 2001—2009 — 24 часа / 24 — системный аналитик Тони Алмейда[англ.] (в 115 эпизодах)
- 2006 — 10,5 баллов: Апокалипсис[англ.] / 10.5: Apocalypse — доктор Мигель Гарсия (в 2 эпизодах)
- 2010 — Чёрная метка / Burn Notice — Габриэль (в 1 эпизоде)
- 2010 — Прохвосты[англ.] / Scoundrels — сержант Мэк (в 8 эпизодах)
- 2011 — Ангелы Чарли / Charlie's Angels — Нестор Родриго / Пахаро (в 1 эпизоде)
- 2011—2012 — C.S.I.: Место преступления Майами / CSI: Miami — Диего Наварро (в 3 эпизодах)
- 2012 — Гавайи 5.0 / Hawaii Five-0 — Крис Чэннинг (в 2 эпизодах)
- 2012—2013 — Даллас / Dallas — Висенте Кано, венесуэльский бизнесмен[3] (в 7 эпизодах)
- 2013 — Касл / Castle — Джаред Стэк (в 1 эпизоде)
- 2014 — Мотив / Motive — Курт Тейлор (в 1 эпизоде)
- 2014 — Особо тяжкие преступления / Major Crimes — Пит Симс (в 1 эпизоде)
- 2015 — Лавалантула / Lavalantula — следователь
- 2015 — Мадам госсекретарь / Madam Secretary — Мануэль Барзан (в 1 эпизоде)
- 2015—2017 — Инспекторы[англ.] / The Inspectors — Генри Уэйнрайт (в 24 эпизодах)
- 2017 — 24 часа: Наследие / 24: Legacy — бывший системный аналитик, ныне — злодей, Тони Алмейда (в 6 эпизодах)
- 2017 — Супер-девушка / Supergirl — Оскар Родас (в 1 эпизоде)

Режиссёр
- 2012 — Дочь твоего отца / Your Father's Daughter (к/м; также выступил сценаристом и продюсером)
- 2015—2017 — Инспекторы[англ.] / The Inspectors (5 эпизодов)
- 2016 — Новый агент Макгайвер / MacGyver (1 эпизод)
- 2016—2017 — Гавайи 5.0 / Hawaii Five-0 (2 эпизода)
- 2017 — Мыслить как преступник / Criminal Minds (1 эпизод)

Озвучивание компьютерных игр
- 2006 — 24: The Game — Тони Алмейда[англ.]